# ニナン・クヨチ
ニナン・クヨチ（英：Ninan Cuyochi、ケチュア語：Ninan Cuyochi、?-1527年、在位1527年?）は、インカ帝国の11代サパ・インカ（皇帝）であるワイナ・カパックの皇太子。父とほぼ同時期に天然痘と考えられている伝染病によりキトで亡くなった。兄弟に12代ワスカル、13代アタワルパ、14代トゥパック・ワルパ、15代マンコ・インカ・ユパンキがいる。一説にマンコ・インカ・ユパンキは兄弟ではなく、下級貴族出身とも。
ニナン・クヨチは、ワイナ・カパックの後継者として期待されていたが、父帝の死後、正式に即位する前に同じ病気で死亡した。彼の死後、クスコ派とキト派に分かれたインカ貴族にそれぞれ擁立された、同腹の弟であるワスカルと異母兄弟（側室の子）のアタワルパにより、数年後に継承戦争が勃発した。スペイン人のコンキスタドールであるフランシスコ・ピサロは、この内戦の最中にインカ帝国に侵入した。
一般的にはニナン・クヨチは、正式に即位していないとしてサパ・インカ歴代から外されている。また、即位したとしても数日しか在位しなかったため、歴代に含めずとも実際上の問題は少ないと考えられている。